# 絵恋ちゃん
絵恋ちゃん（えれんちゃん、10月11日 - ）は、日本の女性アイドル。初期は「絵恋」とクレジットされていた。バンド編成の場合は「絵恋ちゃんと楽器」（えれんちゃんとがっき）とクレジットされる。
好きな食べ物はピザポテト。苦手な食べ物はねぎ。昆虫全般が苦手。

## 来歴
美術大学在学中、ライブアイドル活動をやっているクラスメイトに誘われ、最初は受付をやっていたが、バイト先のメイドカフェの同僚とユニットを組んでステージに立つ。
いくつかのユニットを掛け持ちしていたが、どれも長続きせず、最後に所属していた「ぱんち☆らぶ」も2011年3月12日に解散ライブを予定していたが、東日本大震災の影響で中止となり、そのまま自然消滅。
これを機に、「ろっくあんどせんちめんたる」をコンセプトにソロアイドルとしての活動を開始。当時、絵恋がステージに立っていた現場は「地底」（「地下アイドル」よりさらに下層に位置する）と呼ばれ、そこで歌われる曲は他のアイドルやアニソンのカバーがほとんどであったが、ソロになってからの楽曲は「ぱんち☆らぶ」時代から提供していた中村友則によるものと絵恋の自作曲で、すべてオリジナルである。
2015年6月30日、初の全国流通盤CDとなるミニアルバム「世の中がワルイ!」をリリース。また、2015年9月にはOTOTOYにて過去作品のダウンロード販売を開始。
2016年5月7日夜、新宿LOFTでワンマンライブを行ったが、その日の昼に絵恋自身は出演しない主催ライブ「絵恋ちゃんワンマン直前ライブ〜絵恋ちゃんは出ません〜」（通称「クソイベ」）を開催。
2017年2月18日には、新宿LOFTで行われた里咲りさとのツーマンライブのゲストに絵恋が尊敬する宍戸留美を迎えた。同年4月23日には福岡・書斎りーぶるでもこの3人でライブを行った。さらに、5月7日には新宿LOFTで戸川純とのツーマンライブを行った。
2017年7月30日、この日行われたワンマンライブでパーフェクトミュージックとエージェント契約を結んだことを発表した。
2017年11月11日、代官山でヲタク32人との「結婚式」を挙行。2018年6月30日から7月1日にかけて沖縄でヲタクと「新婚旅行」も行った。これらのイベントはパーフェクトミュージックと契約したことで初めて実現できたとインタビューで語っている。
2018年11月4日、体調不良のため東京キネマ倶楽部で行われた「キネマで絵恋主義〜絵恋ちゃんワンマンライブ〜」をもってライブ活動を休止。
2019年1月20日、「PERFECT SUMMIT」（新木場STUDIO COAST）にてライブ活動復帰。
2020年1月9日、「江夏フェス2020冬」（渋谷TSUTAYA O-EAST）にて前川清との対バンを果たした。
2022年4月16日、「水花主催レコ発記念LIVE「縁」」（吉祥寺STAR PINE's CAFE）にて長年憧れていた桃井はることの対バンを果たした。
2024年3月より、その土地に実際に住んでご当地アイドル活動をするご当地アイドルなりきりツアーという全国ツアーを展開している。

## エピソード
従来、公称年齢は14歳としており、2015年10月11日に行われた生誕ライブでも、「昨日まで14歳だったんですけど、今日で14歳になりました」と発言。
しかし、ヲタクとの挙式にあたり、2017年10月7日の生誕ライブで公称年齢を24歳に変更した（民法上14歳では結婚できないため）。なお、新婚旅行後、公称年齢を14歳に戻している。
歯に衣着せぬ発言から「毒舌アイドル」と呼ばれるようになるが、元々メイドカフェ出身ということもあり、ファンに対してはいわゆる「神対応」で接していたが、「ガチ恋」をこじらせストーカー化したヲタクが現れたことで方針転換。自分の言いたいことを言うようになった。

## 作品

### 映像作品
| #  | タイトル                                     | 収録内容                                               | メディア |
| -- | -------------------------------------------- | ------------------------------------------------------ | -------- |
| 1  | 新宿ロフトで絵恋主義                         | 2016年5月7日のライブ（新宿ロフト）映像を収録。         | DVD      |
| 2  | 新宿ロフトでエレルギー                       | 2017年5月7日のライブ（新宿ロフト）映像を収録。         | DVD      |
| 3  | 下北沢シェルターで絵恋主義                   | 2017年7月30日のライブ（下北沢SHELTER）映像を収録。     | DVD/BD   |
| 4  | 歌舞伎町の絵馬～絵恋ちゃんと楽器～           | 2018年5月6日のライブ（新宿ロフト）映像を収録。         | DVD/BD   |
| 5  | 絵恋ちゃんと楽器の発表会                     | 2018年8月26日のライブ（下北沢ERA）映像を収録。         | DVD/BD   |
| 6  | キネマで絵恋主義～絵恋ちゃんワンマンライブ～ | 2018年11月4日のライブ（東京キネマ倶楽部）映像を収録。  | DVD      |
| 7  | YAMIAGARI～下北でもネギは食べない～          | 2019年5月3日のライブ（下北沢ERA）映像を収録。          | DVD/BD   |
| 8  | 生まれてきたのが気まずい                     | 2019年10月20日のライブ（東京キネマ倶楽部）映像を収録。 | DVD/BD   |
| 9  | 絵恋宇宙                                     | 2023年5月14日のライブ（新宿ロフト）映像を収録。        | DVD      |
| 10 | ロクメイカンシャの日                         | 2023年8月11日のライブ（目黒鹿鳴館）映像を収録。        | DVD/BD   |
| 11 | 冒険の記録 電影版                            | 2023年11月5日のライブ（浅草花劇場）映像を収録。        | DVD/BD   |

### 楽曲提供
- らめる・まろん・えれん「ときめき！トライアングル」（作詞）
※2014年9月20日らめるまろんツーマンと絵恋ワンマンの通し来場特典CDに収録
- るなてん！「エジジ・サジェスチョン」（作詞）
※シングル『エジジ・サジェスチョン』（2016年12月10日、るなてんワンマン！会場限定）収録
- 残響シンメトリー「それと、ドリンクバーで！」（作詞）
※シングル『それと、ドリンクバーで！』（2018年4月13日、SKA iDOL-PROJECT）収録
- Fuki「Rのない月の恋はよくない」、「Zinger♡Ringer♡Gang♡Love」（作詞）
※アルバム『Million Scarlets』（2019年6月12日、FABTONE）収録
- KOTO「名無しのカカシじゃいられない」（作詞）
※シングル『名無しのカカシじゃいられない』（2020年4月29日、会場限定販売CD-R）収録
※アルバム『てうりべすとあるばむ2』（2020年12月）収録
- るなっち☆ほし「とげとげパーテーション」（作詞）
※ミニアルバム『たまんねぇなー』（2021年7月23日、フローエンタテインメント）収録
- 脳殺♡アフタービート「Win-Win Winkでソウゴフジョ！」（作詞）
※DLシングル『Win-Win Winkでソウゴフジョ！』（2021年8月19日、SKA iDOL-PROJECT）収録

### 参加作品
- 宍戸留美
アルバム『8=∞』「恋のロケットパンチ(feat.絵恋ちゃん)」（2018年4月25日）
アルバム『8=∞』「君はちっともさえないけど(feat.絵恋ちゃん)」（2018年4月25日）
アルバム『DO THE HUBBLE！ with RUMI SHISHIDO』「地球の危機(feat.絵恋ちゃん)」（2018年4月25日）
- マロンティック
「マロンティック」（2021年10月9日）[注 2]

### 書籍
| # | 発売月     | タイトル                                                                            | 発行元       | ISBN              |
| - | ---------- | ----------------------------------------------------------------------------------- | ------------ | ----------------- |
| 1 | 2019年10月 | 地下アイドルの絵恋ちゃん                                                            | ルーフトップ | 978-4-907929-31-2 |
| 2 | 2020年9月  | 地下アイドルの絵恋ちゃんア・ラ・モード                                              | ルーフトップ | 978-4-907929-37-4 |
| 3 | 2023年12月 | 絵恋ちゃんとぞくぞく海賊パイレーツアー公式ファンブック オレたち海賊ヨーホーホー本！ |              |                   |

## ライブ

### ワンマンライブ
- 絵恋主義～ひとりでできるもん☆～（2012年10月13日、秋葉原ロケットゲート）
- もっと!絵恋主義（2014年9月20日、TwinBox AKIHABARA）
- 新宿ロフトで絵恋主義（2016年5月7日、新宿LOFT）
- 下北沢シェルターで絵恋主義（2017年7月30日、下北沢SHELTER）
- 大阪ロフトで絵恋主義（2017年9月3日、ロフトプラスワンウエスト）
- キネマで絵恋主義～絵恋ちゃんワンマンライブ～（2018年11月4日、東京キネマ倶楽部）
- YAMIAGARI 二度とネギは食べない（2019年4月28日、LOFT HEAVEN）
- YAMIAGARI～下北でもネギは食べない～（2019年5月3日、下北沢ERA）
- クラブで絵恋ちゃん!?（2019年6月15日、渋谷WOMB）
- 生まれてきたのが気まずい（2019年10月20日、東京キネマ倶楽部）
- 絵恋主義2021～絵恋ちゃんワンマンライブ～（2021年10月10日、東京キネマ倶楽部）
- 代官山UNITで絵恋主義～絵恋ちゃん楽曲総選挙～（2021年12月5日、代官山UNIT）
- 絵恋ちゃんワンマンライブ『普通がいちばん難しい』（2022年5月1日、新宿LOFT）
- 絵恋ちゃんとピアノとパーカッション（2022年9月2日、コムカフェ音倉）
- 絵恋ちゃんバースデーライブ2022『キネマでハリケンパ！』（2022年10月8日、東京キネマ倶楽部）
- 絵恋ちゃんと楽器ワンマンライブ『シーワースの森』（2022年12月3日、Spotify o-nest）
- 絵恋ちゃんとピアノとパーカッション 再び（2023年3月25日、コムカフェ音倉）
- 絵恋ちゃんと鍵盤とパーカッション（2023年3月26日、コムカフェ音倉）
- 絵恋ちゃんアコースティックワンマンライブ『絵恋ちゃんと他人の再会』（2023年4月15日、LOFT HEAVEN）
- 絵恋ちゃんワンマンライブ『どーなるんにゃー』 in 福山（2023年4月29日、福山MUSIC FACTORY）
- 絵恋ちゃんワンマンライブ『絵恋宇宙（えったんこすも）』（2023年5月14日、新宿LOFT）
- 絵恋ちゃんと鍵盤とパーカッション「悪い歌または絵恋ちゃんを闇落ちから救出するセラピー」（2023年7月28日、コムカフェ音倉）
- 絵恋ちゃんと楽器ワンマンライブ『ロクメイカンシャの日』（2023年8月11日、目黒鹿鳴館）
- 絵恋ちゃんとぞくぞく海賊パイレーツアー（東京：2023年11月5日、浅草花劇場）（大阪：2023年11月11日、心斎橋LIVE SPACE CONPASS）（名古屋：2023年11月26日、栄SOUND SPACE DIVA）（那覇：2013年12月17日、沖縄Output）
- 絵恋ちゃんのご当地アイドルなりきりツアー大阪編（2024年3月30日-4月14日）難波meleワンマンライブ（2024年4月12日、NAMBA Mele）
- 絵恋ちゃんのご当地アイドルなりきりツアー福岡編（2024年6月16日-6月23日）絵恋ちゃんワンマンライブ～すいとうよ♡福岡～（2024年6月23日、LiVESTAGE NERVE）

### 主催ライブ
- 桃井はるこ×成瀬瑛美×絵恋ちゃん3マンライブ『えも～いライブ』（2022年8月2日、代官山UNIT）
- 絵恋ちゃんpresents『ウニトゲパーティー！』（2022年8月27日、Spotify o-nest）
- 絵恋ちゃん×小日向由衣2マンライブ『パラレビッツパーティー！』（2023年3月5日、Spotify o-nest）
- 絵恋ちゃん presents『えも－いフェス』（2023年8月27日、東京キネマ倶楽部）

### 無観客配信ワンマン
- アナログアバター密密大作戦（2020年6月30日）
- 絵恋ちゃんのステージアイランド（2020年7月30日）
- 打上げ花火、ツイキャスで見るか？YouTubeで見るか？（2020年9月4日）[注 3]
- バースデイ・パーティー・レッツゴー（2020年10月31日）
- ホーム・エレーン（2020年12月24・25日）
- 劇画・絵恋ちゃん（2022年4月1日）

### コラボ企画
- 絵恋ちゃん×里咲りさ てさぐりツーマン 〜里咲生誕2021編〜（2021年9月18日、SHIBUYA WWW）
- 邪神ちゃんドロップキック×絵恋ちゃんスペシャルコラボライブ『アキバで絵恋ちゃんドロップキックライブ！』～絵恋ちゃんドロップキック DROPKICK ON MY OTAKU!!～（2022年1月23日、AKIBAカルチャーズ劇場）
- てさぐりラジオ presents えれさきっふぃースリーマン!!!（2022年4月9日、SHIBUYA WWW）
- 邪神ちゃんフェス 絵恋ちゃんスペシャルライブステージ（2023年5月4日、すみだ産業会館）
- 絵恋ちゃんとゆらぴこ2MANLIVE（2024年6月21日、LiVESTAGE NERVE）

### インストアミニライブ
- 絵恋「世の中がワルイ！」リリース・イベント ライブ＆特典会（2015年6月30日、ディスクユニオン下北沢店）
- 絵恋「世の中がワルイ！」リリース・イベント ライブ＆特典会（2015年7月15日、HMV record shop渋谷）
- 絵恋「世の中がワルイ！」リリース・イベント ライブ＆特典会（2015年7月18日、タワーレコード秋葉原店）
- TOWER RECORDS INSTORE LIVE リリイベ祭り～アイドルDay～（2015年8月16日、タワーレコード柏店）
- 絵恋「エアーパッキンガール」リリース記念イベント（2016年2月8日、タワーレコード池袋店）
- 絵恋 ミニライブ＆特典会（2016年2月21日、タワーレコード新宿店）
- ニューアルバム発売記念 インストアミニライブ＋特典会（2016年4月24日、タワーレコード新宿店）
- 絵恋ちゃん/中村さんはそれでいいんですか？発売記念リリースイベント ミニライブ＆特典会＠タワヨコ（2016年6月26日、タワーレコード横浜ビブレ店）
- 絵恋ちゃん 非流通シングル「レジ打ちでスカ」リリースイベント（2017年2月19日、タワーレコード新宿店）
- 絵恋ちゃんと楽器 ERERGY 二度寝るねるね リリース記念！ミニライブ＋特典会【戸川純/絵恋ちゃんツーマン＠新宿LOFT直前スペシャル！！！】（2017年5月6日、タワーレコード新宿店）
- 「絵恋ちゃんと楽器」リリース記念 アコースティックミニライブ＋特典会（2017年5月21日、タワーレコードアリオ川口店）
- 絵恋ちゃんと楽器「新宿ロフトでエレルギー」DVD先行販売記念　ミニライブ＋特典会（2018年2月11日、タワーレコード新宿店）
- タワーレコード渋谷店23周年企画盤リリース記念 インストアイベント【おやすみホログラム/絵恋ちゃん】（2018年4月27日、タワーレコード渋谷店）
- 絵恋ちゃん "スープサーカス"発売記念 予約会 ミニライブ＆特典会（2018年5月17日、タワーレコード新宿店）
- 絵恋ちゃん ニューアルバム「スープサーカス」発売記念 インストアミニライブ＋特典会（2018年6月10日、ディスクユニオン下北沢店）
- 「スープ・サーカス／絵恋ちゃん」「nisan ka tanso／NaNoMoRaL 」発売記念 ミニライブ＆特典会（2018年6月24日、タワーレコード新宿店）

### #DSPMLIVE
- #DSPMLIVE in 長野（2022年7月10日、NAGANO CLUB JUNK BOX）
- #DSPMLIVE Presents リルネード × 絵恋ちゃん（2022年9月4日、新宿LOFT）
- #DSPMLIVE EXTRA（2022年11月23日、代官山UNIT）
- 聖なる☆#DSPMLIVE 每日がクリスマス2022（2022年12月18日、横浜赤レンガ倉庫1号館3階ホール）
- #DSPM新年会（2023年1月8日、恵比寿LIQUIDROOM）
- #DSPMソノウチトロメ!!（2023年1月9日、1000CLUB）
- #DSPMLIVE in 大阪（2023年11月11日、大阪CONPASS）

## 出演

### 映画
- 脱がない男（2019年8月17日、監督：ALi）[17]

### 舞台
- 劇団☆ディアステージ第8回公演『カーリングの女神ちゃん〜ストーンは君を裏切らない〜』鞠子役（2024年1月26-29日、R'sアートコート、脚本・演出：白坂英晃（劇団はらペこペンギン！））[18]

### テレビ
- ミュージック☆エクスプレス（2015年12月25日 - 、Music Japan TV、 2016年1月3日 - 、テレビ埼玉）※『吉田部屋』アシスタント
- お願い!ランキング（2019年6月11日（10日深夜）、テレビ朝日）
- 「邪神ちゃんドロップキックX」声優オーディション エキュートを勝ちとるのは誰だ!? 略して…エキュ誰!?（2021年10月30日（29日深夜）、BSフジ）

### ラジオ
- 渋谷のほんだな（2016年9月20日、渋谷のラジオ）
- NNS presents 90.9 Music Hourz.（2018年3月29日、山梨放送）
- 絵恋ちゃんと里咲りさのてさぐりラジオ（2021年7月23日 - 2022年7月23日、stand.fm）※不定期配信
- さえのわっふる（2024年6月17日、RKB毎日放送）
- PAO～N（2024年6月18日、KBC九州朝日放送）

### ウェブ配信
- JGO23（2015年8月6日、DOMMUNE）-吉田豪、杉作J太郎
- ヤングアニマル【ネクストグラビアクイーンバトル4TH】インタビュー（2016年、YouTube） - 吉田豪とともにMC
- 猫舌SHOWROOM「豪の部屋」(2018年12月11日、2022年12月27日、SHOWROOM）
- ゆっきゅんと絵恋ちゃんのやってこれなんです（2019年9月9日 - 2020年9月28日、YouTube）
- えれナイIII（2020年4月5日 - 2022年12月10日、ツイキャス）※不定期配信
- 矢口真里の火曜The NIGHT（2021年3月10日[19]、2022年8月31日[20]、ABEMA）
- 根本凪生誕公演2021アフタートーク 〜ユーモア大解放〜（2021年3月21日、LINE LIVE）
- 容子と絵恋のここだけの話（2021年7月15日 - 、ツイキャス）※不定期配信
- ダブルYOUラジオ（2021年9月23日、ツイキャス） - 夏陽りんことのコラボ配信
- LLR伊藤と椿鬼奴のやっぱし猫が好き！〜配信版〜（2021年10月27日、ツイキャス）
- るなっち☆ほし『とげとげパーテーション』official music video（2022年5月17日、YouTube）
- えれナイ[注 4]（2023年4月23日 - 、ツイキャス）※不定期配信

### 雑誌
- 声優グランプリ2021年10月号〜特別企画：邪神ちゃんドロップキックX エキュートオーディション ファイナリスト決定!!〜

## 作品展

### 個展
- 絵恋ちゃん写真展"えれ展～絵恋ちゃんが写真展を開いても～（2020年10月4日 - 2020年10月11日、AWAJI Cafe and Gallery）
- 絵恋宇宙展（2023年6月16日 - 2023年6月20日、Gallery&Barくらげ）
- 絵恋ちゃんのおじゃすてん（2024年6月8日、ギャラリー・ルデコ3F）[21]

### 参加
- 新春！大絵馬展2023（2023年1月10日 - 2023年1月15日[22]、Gallery&Barくらげ）